# Colombina (personage)

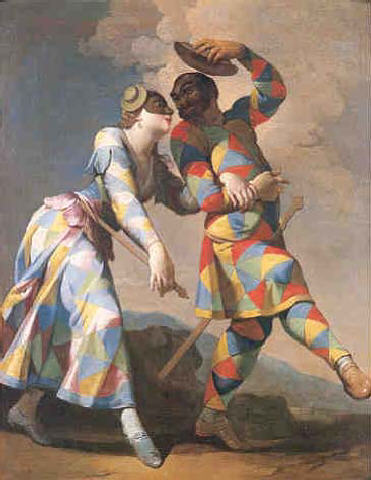
Arlecchino danst met Colombina, door Giovanni Domenico Ferretti (18e eeuw)

Colombina  is een personage uit de Italiaanse theatertraditie commedia dell'arte.
Zij is een stereotiep personage en soms de vrouw of geliefde van Arlecchino (Harlekijn). Ze vertolkt een van de verschillende rollen als kamermeisje.
Arlecchino · Brighella · Capitano · Colombina · Dottore · Isabella · Pantalone · Pulchinella · Scaramouche